# عكيلة السلاطين
عكيلة السلاطين أو عگ‍لة السلاطين أو علكة السليطيني منطقة عراقية، وشُعيب صغير وحسي بناحية الشبكة بقضاء النجف بمحافظة النجف بصحراء الحجرة بالبادية العراقية غرب العراق، في غرب قرية الشبجة وبينهما 10 كيلومتراً، فيها بئر حسوٌ ماؤها قليل. ذُكر سنة 1993 أن عمق بئر عكلة السلاطين 3.2 متر، وأن منسوب مائها 2.7.